# Одрі Марі Андерсон
Одрі Марі Андерсон (англ. Audrey Marie Anderson, нар. 7 березня 1975, Форт-Верт, Техас, США) — американська акторка та модель. Вона найбільш відома своєю роллю Кім Браун у драматичному бойовику CBS «Підрозділ», її повторюваними ролями персонажа DC Лайли Майклз у «Мультивсесвіт Стріли», головним чином «Стріла» та Ліллі у телесеріалі «Ходячі мерці».

## Кар'єра
На початку 1990-х років Андерсон почала модельну кар'єру, знімаючись у рекламі таких брендів, як Giorgio Armani, Gap, Biotherm, Target і American Eagle Outfitters, а потім знову зіграла роль у драматичному серіалі ABC «„Знову і Знову“». Вона відвідувала та закінчила Барбізонську школу моделі та акторської майстерності у Форт-Верт, Техас.
Вона найбільш відома своєю роллю Кім Браун у серіалі CBS «Підрозділ»(2006—2009). Вона також з'явилася в серіалах «Натюрморт» і «Поїздка до Каліфорнії» і була запрошеною зіркою в «Без сліду» . Серед її фільмів — «Убивча сексуальність», «Місячна миля» та «Найменший серед святих». Вона також зіграла гостьову роль у серіалах «Морська поліція: Лос-Анджелес», «Приватна практика» і «Доктор Хаус».
У 2013 році вона почала грати повторювану роль у телесеріалі «Стріла» дружину Джона Діґгла. Також у 2013 році вона з'явилася у телесеріалі «Ходячі мерці».
У 2023 році вона була знялась у телесеріалах «Вінчестери» та «Перрі Мейсон»

## Фільмографія
| Рік       |    | Українська назва              | Оригінальна назва    | Роль                |
| --------- | -- | ----------------------------- | -------------------- | ------------------- |
| 1994      | с  | Район Беверлі-Гіллз           | Beverly Hills, 90210 | Офіцер              |
| 1995      | с  | Закон і порядок               | Law & Order          | Місс Барнет         |
| 2000—2001 | с  | Знову і знову                 | Once and Again       | Карла Алдріч        |
| 2001—2002 | с  | Поїхали в Каліфорнію          | Going to California  | Клер Коннор         |
| 2002      | ф  | Значок                        | The Badge            | Офіціантка-підліток |
| 2002      | ф  | Миля місячного світла         | Moonlight Mile       | Одрі Андерс         |
| 2002      | с  | Провіденс                     | Providence           | Анджела             |
| 2003—2004 | с  | Натюрморт                     | Still Life           | Емілі Морган        |
| 2003      | тф | Пофарбований будинок          | A Painted House      | Таллі Спруїл        |
| 2004      | с  | Без сліду                     | Still Life           | Колін Макграт       |
| 2004      | ф  | Крадіжка                      | Larceny              | Дівчина             |
| 2005      | ф  | Убивча сексуальність          | Drop Dead Sexy       | Наталі              |
| 2005      | с  | Комета Галлея                 | Halley's Comet       | Галлі Невелл        |
| 2005—2006 | с  | Пойнт Плезант                 | Point Pleasant       | Ізабель Крамер      |
| 2006      | ф  | Пивний бум                    | Beerfest             | Гід                 |
| 2006—2009 | с  | Юніт                          | The Unit             | Кім Браун           |
| 2010      | с  | Морська поліція: Лос-Анджелес | NCIS: Los Angeles    | Крістін Доннелі     |
| 2010      | с  | Теорія брехні                 | Lie to Me            | Марі Гансон         |
| 2012      | ф  | Найменший серед святих        | Least Among Saints   | Дженні              |
| 2012      | с  | Приватна практика             | Private Practice     | Роуз Філмор         |
| 2012      | с  | Доктор Хаус                   | House                | Емілі Копелман      |
| 2013      | с  | Контакт                       | Touch                | Меллорі Кейн        |
| 2013      | с  | Ходячі мерці                  | The Walking Dead     | Лілі Чемблер        |
| 2013—2020 | с  | Стріла                        | Arrow                | Лайла Майклз        |
| 2014      | ф  | Пересмішник                   | Mockingbird          | Еммі                |
| 2014      | с  | Олівія Кіттерідж              | Olive Kitteridge     | Енн                 |
| 2015      | с  | Касл                          | Castle               | Одрі Гаскінс        |
| 2015      | с  | Особлива думка                | Minority Report      | Габбі Стентон       |
| 2016      | с  | Шалені пси                    | Mad Dogs             | Табата              |
| 2016—2018 | с  | Лід                           | Ice                  | Ава Пірс            |
| 2016—2019 | с  | Флеш                          | The Flash            | Лайла Майклз        |
| 2019      | с  | Супердівчина                  | Supergirl            | Лайла Майклз        |
| 2019      | с  | Бетвумен                      | Batwoman             | Лайла Майклз        |
| 2020      | с  | Легенди завтрашнього дня      | Legends of Tomorrow  | Лайла Майклз        |
| 2020      | с  | Томмі                         | Tommy                | Жінка               |
| 2023      | с  | Новобранець                   | The Rookie           | Лікар               |
| 2023      | с  | Вінчестери                    | The Winchesters      | Трейсі Геллар       |
| 2023      | с  | Перрі Мейсон                  | Perry Mason          | Агнес Голсомб       |